# Hermann Person

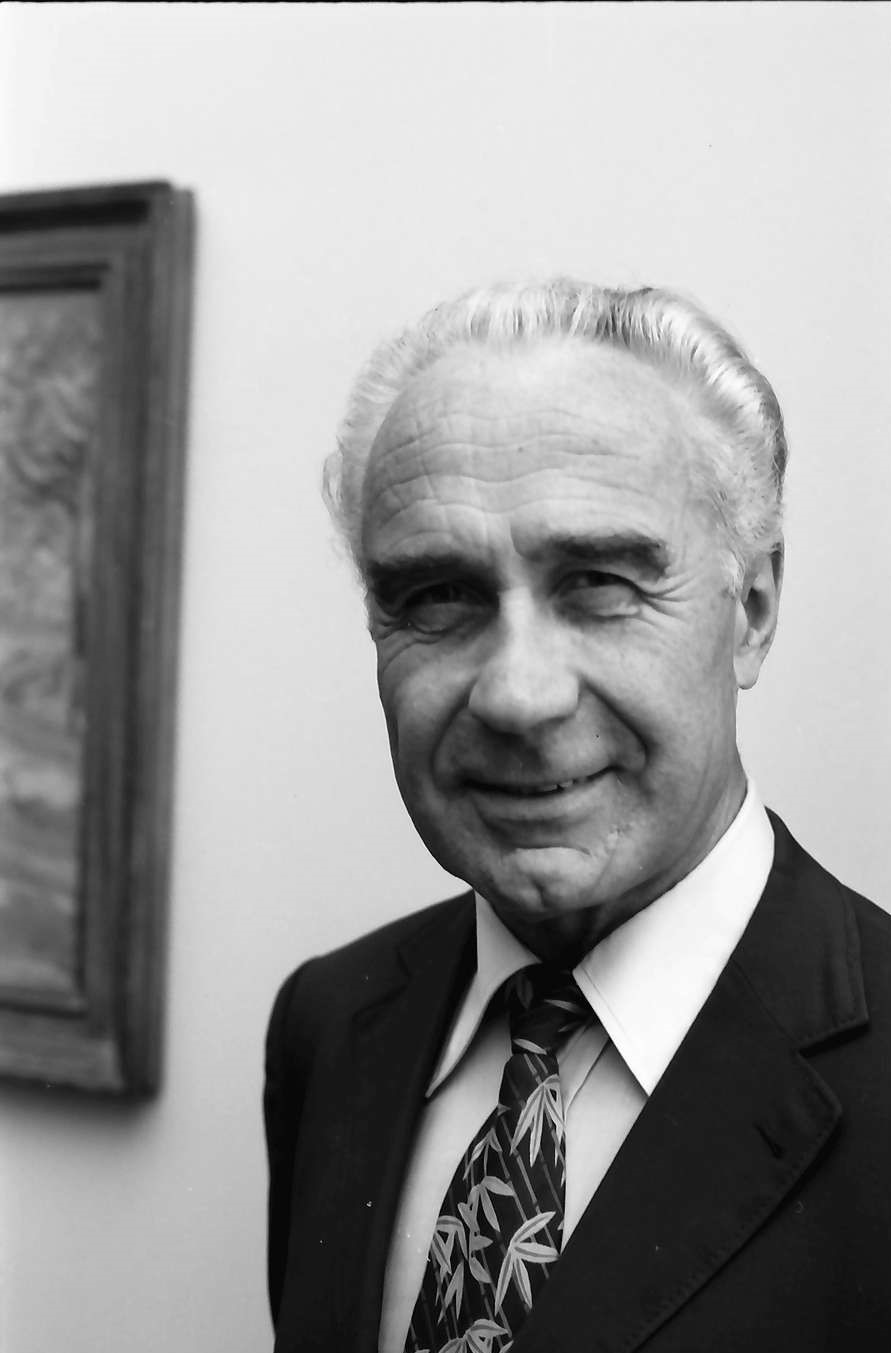
Hermann Person, 1977

Hermann Person (* 6. September 1914 in Radolfzell; † 29. Januar 2005 in Gundelfingen) war ein deutscher Politiker (CDU) und Regierungspräsident des Regierungspräsidiums Freiburg im Breisgau.

## Ausbildung und Beruf
Der Sohn des badischen Landtagsabgeordneten Karl Person studierte Physik, Mathematik und Chemie an der Technischen Hochschule Karlsruhe und an der Albert-Ludwigs-Universität Freiburg. Dort trat er 1932 der katholischen Studentenverbindung W.K.St.V. Unitas Freiburg bei. Sein Studium wurde durch seine Einberufung zur Wehrmacht unterbrochen. 1940 wurde Person zum Dr. rer. nat. promoviert und danach wiederum zur Wehrmacht einberufen, wo er ab 1940 als Marinemeteorologe im Marinewetterdienst (MWD) tätig war. Am 14. Juni 1944 ging Person in Begleitung des Ingenieurs Edwin Stoebe in Tromsö an Bord des an Bord des U-Bootes U 737. Beide wurden zur Bäreninsel gebracht, wo sie mit Hilfe der U-Bootbesatzung ein Wetterfunkgerät Land (WFL) aufstellten und in Betrieb nahmen. Diese vollautomatischen Wetterfunkgeräte konnten Wetterdaten selbständig ermitteln und die gesammelten Informationen in vorgegebenen Zeitabständen funken. Regierungsrat Stoebe war an der Entwicklung der WFL bei der Firma Siemens beteiligt gewesen. Da die WFL neben der Durchnummerierung zudem noch jeweils einen Codenamen erhielten, der sich an dem Vornamen eines MWD-Mitarbeiters orientierte – oft einem, der mit der Aufstellung betraut war – erhielt dieses WFL 34 den Namen „Hermann“. Person wurde am 18. Juni nach Hammerfest zurückgebracht. Drei Monate später nahm Person gemeinsam mit Stoebe an einem weiteren WFL-Einsatz teil. Mit dem U-Boot U 992 wurden beide nach Jan Mayen gebracht, wo sie das WFL 31 („Walter“) aufstellten. Nach französischer Kriegsgefangenschaft bis 1947 trat er in den Deutschen Meteorologischen Dienst ein und wurde 1949 Leiter des Wetteramtes Freiburg, wo er 1967 als Oberregierungsrat ausschied.

## Politische Tätigkeit
Nach dem Zweiten Weltkrieg trat Person zunächst der Zentrumspartei in Südbaden bei, die ihn zu ihrem ersten Vorsitzenden wählte. Er trat jedoch kurze Zeit später zur CDU über. 1952 wurde er als Abgeordneter für den Wahlkreis Lahr in den ersten Landtag von Baden-Württemberg gewählt. Er hatte dieses Mandat inne, bis er es am 2. November 1967, vor seiner Ernennung zum Regierungspräsidenten von Südbaden, niederlegte.
In seine Amtszeit als Regierungspräsident fielen die Entscheidungen zur Beibehaltung der Regierungspräsidien und die Kreisreform 1973 sowie die Gemeindereform in Baden-Württemberg. Person pflegte vor allem die Kontakte zu den angrenzenden Staaten, indem er regelmäßige Treffen der regionalen staatlichen Instanzen im Dreiländereck Elsass-Schweiz-Südbaden initiierte. Diese Zusammenarbeit wurde 1975 durch die Regierungen anerkannt und in die Commission Tripartite überführt. Person intensivierte damit die grenzüberschreitende Zusammenarbeit an Oberrhein, Hochrhein und Bodensee. Im Regierungsbezirk selbst setzte er sich für weitgehende Dezentralisierungen ein und war ein engagierter Kritiker der von ihm so bezeichneten „Kommissionsgestrüppe“ und der staatlichen „Förderprogrammitis“. Als Wertkonservativer vertrat Person eine vergleichsweise moderne Umweltschutzpolitik, wandte sich gegen die Zersiedlung der freien Landschaft und verfügte in mehreren Fällen, in denen er den Natur- und Landschaftsschutz gefährdet sah, Baustopps.

## Sonstige Ämter
Hermann Person war von 1979 bis 1990 Vorsitzender des Schwarzwaldvereins sowie von 1964 bis 1989 Präsident des Badischen Sportbundes Freiburg. Außerdem war er beim Freiburger Münsterbauverein ehrenamtlich tätig.

## Ehrungen und Auszeichnungen
- 1967: Großes Bundesverdienstkreuz
- 1979: Ehrenbürger der Gemeinde Bad Krozingen
- 1979: „Hebeldank“ des Hebelbundes Lörrach
- 1984: Verdienstmedaille des Landes Baden-Württemberg
- 1990: Heimatmedaille des Landes Baden-Württemberg